# 1987 في تركيا
فيما يلي قوائم الأحداث التي وقعت خلال عام 1987 في تركيا.

## سياسة

### تعيين في المنصب
- 17 يونيو – مصطفى سعيد يازجي‌ أوغلي رئيس منظمة الشؤون الدينية التركية ‏.

## مواليد

### يناير
- 1 يناير – أوغور أردوغان لاعب كرة قدم تركي.[1]
- 1 يناير – تونجاى تشيتين مصور تركي.
- 13 يناير – ملتام ميرال اوغلو ممثلة تركية.
- 15 يناير – كافيركان اكسو لاعب كرة قدم تركي.[2]
- 24 يناير – متين إيرول لاعب كرة قدم تركي.[3]
- 30 يناير – أردا توران لاعب كرة قدم تركي.[4]

### فبراير
- 2 فبراير – هاندا سورال ممثلة تركية.[5]
- 3 فبراير – إيفي مراد مؤلف تركي.
- 5 فبراير – أوزغه غورل ممثلة تركية.[6]

### أبريل
- 1 أبريل – عبد الله دوراك لاعب كرة قدم تركي.[7]
- 5 أبريل – أوغور أوجار لاعب كرة قدم تركي.
- 16 أبريل – سينك أكيول لاعب كرة سلة تركي.
- 25 أبريل – كانير إردينيز لاعب كرة سلة تركي.

### مايو
- 1 مايو – أوندر شيبال ملاكم تركي.
- 3 مايو – داملا سونمز ممثلة تركية.
- 6 مايو – رضا يلدرم
- 15 مايو – إرسان إلياسوفا لاعب كرة سلة تركي.[8]
- 27 مايو – بورا باتشون لاعب كرة سلة تركي.

### يونيو
- 1 يونيو – غاي طورغوت ممثلة تركية.[9]
- 4 يونيو – كرم بورسين ممثل تركي.
- 18 يونيو – إيزغي أساروغلو ممثلة تركية.

### يوليو
- 1 يوليو – محمد يامور لاعب كرة سلة تركي.
- 5 يوليو – إيلكين توفيكتشي ممثلة تركية.
- 7 يوليو – فولكان شين لاعب كرة قدم تركي.[10]
- 13 يوليو – أوغوز سافاش لاعب كرة سلة تركي.
- 13 يوليو – أويكو تشيليك ممثلة تركية.[11]
- 14 يوليو – إمري باياف لاعب كرة سلة تركي.
- 20 يوليو – باريش البايكوت ممثل تركي.
- 23 يوليو – سردار كورتولوش لاعب كرة قدم تركي.[12]
- 24 يوليو – ديلارا أكسوييك ممثلة تركية.[13]
- 30 يوليو – محمد جوفين لاعب كرة قدم تركي.[14]

### أغسطس
- 5 أغسطس – محمد سيديف لاعب كرة قدم تركي.[15]
- 14 أغسطس – سينم كوبال ممثلة تركية.[16]
- 31 أغسطس – بيريهان توبالوجلو لاعبة كرة يد تركية.

### سبتمبر
- 1 سبتمبر – فولكان يلماز لاعب كرة قدم تركي.[17]
- 14 سبتمبر – إمراح تونسيل لاعب كرة قدم تركي.[18]
- 14 سبتمبر – جيداء آتش ممثلة تركية.
- 16 سبتمبر – جمال نالجا لاعب كرة سلة تركي.
- 16 سبتمبر – ميرفي بولغور ممثلة تركية.
- 25 سبتمبر – مصطفى يوملو لاعب كرة قدم تركي.[19]

### أكتوبر
- 10 أكتوبر – أوميت إبراهيم كانتارجيلار ممثل تركي.

### نوفمبر
- 5 نوفمبر – تشاغلار أرطغرل ممثل تركي.[20]

### ديسمبر
- 8 ديسمبر – جوكهان ألكان ممثل تركي.[21]
- 13 ديسمبر – أحمد أراس لاعب كرة قدم تركي.[22]

## وفيات

### يناير
- 1 يناير – ناريمان حكمت (مواليد 1912)

### يونيو
- 7 يونيو – جاهد ظريف أوغلي (مواليد 1940) كاتب تركي.
- 13 يونيو – جميل ماريج (مواليد 1916) مؤلف تركي.

### أكتوبر
- 10 أكتوبر – بهيجة بوران (مواليد 1910)[23]
- 13 أكتوبر – نيلغون مارمارا (مواليد 1958) كاتبة تركية.

### ديسمبر
- 11 ديسمبر – عديلة أوزكان إنجة (مواليد 1930) ممثلة تركية.